# William Forsyth

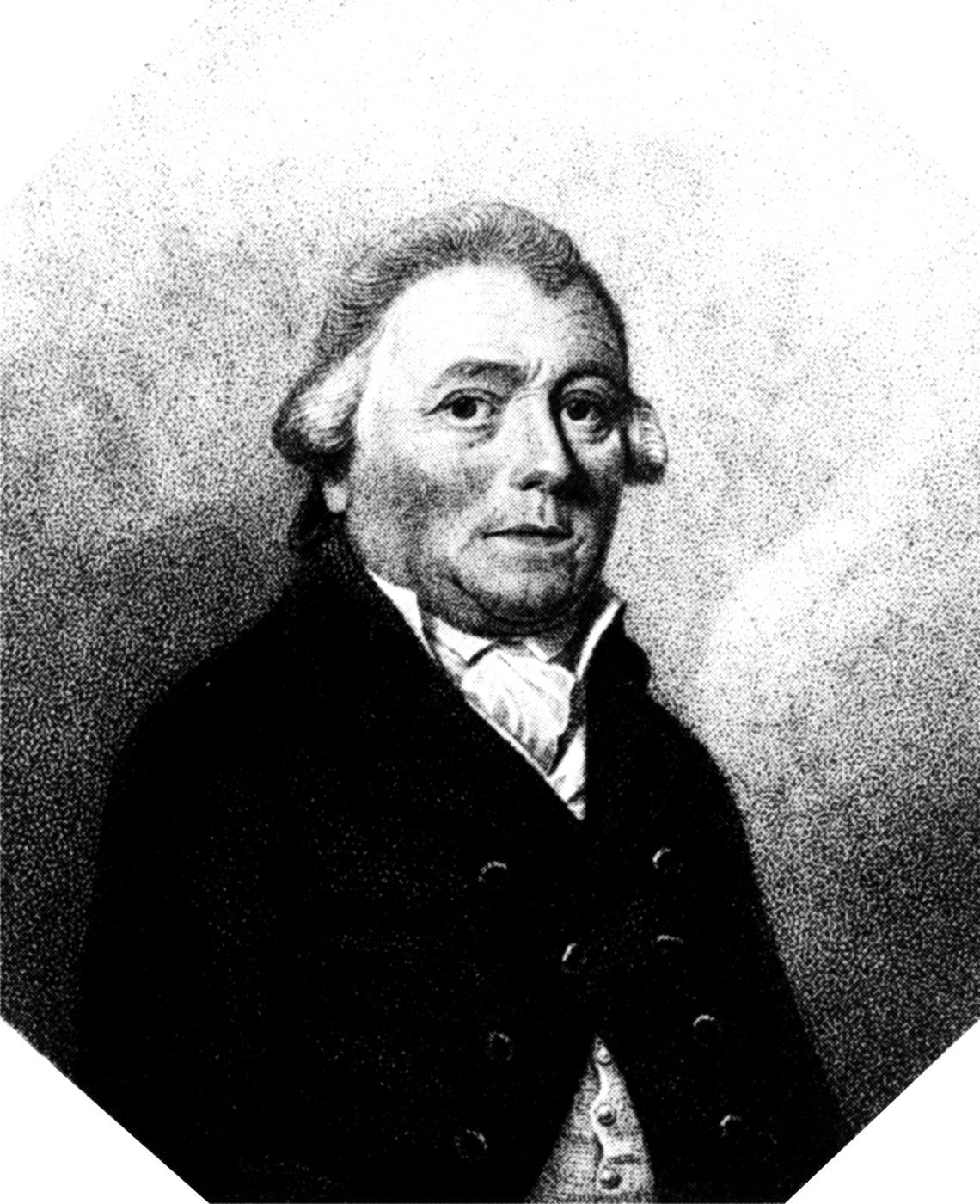
William Forsyth

William Forsyth  (Oldmeldrum, Aberdeenshire 1737 – 1804) foi um botânico escocês.
Foi membro da Royal Horticultural Society.
O gênero de planta denominada de Forsythia é em sua homenagem.

## Obra
- A Treatise on the culture and management of fruit trees, 4ª  edição (Longman, Londres), 1824.